# Głos Ludu
Głos Ludu a Csehországban élő lengyelek lapja.

## Története
Első lapszáma 1945. június 9-én jelent meg. Az 1989-es rendszerváltásig Csehszlovákia Kommunista Pártja észak-morvaországi kerületi pártbizottságának sajtótermékeként jelent meg, kezdetben hetilapként, majd 1946-tól kétnaponta. Alapításakor szerkesztősége Fryštátban volt, majd 1945 júliusában Český Těšínbe, 1953-ban Ostravába költözött át. Példányszáma az 1970-es évek végén 9000 volt. A rendszerváltás után a csehországi lengyelek országos szervezete, a Kongres Polaków w Republice Czeskiej kiadásában jelenik meg. Szerkesztőségének székhelye ismét Český Těšín.